# Steve Reich Evening
Steve Reich Evening est une œuvre de danse contemporaine de la chorégraphe belge Anne Teresa De Keersmaeker, créée en 2007 pour la compagnie Rosas. C'est une œuvre écrite spécialement en hommage au compositeur de musique minimaliste américain Steve Reich dont De Keersmaeker a tout au long de sa carrière utilisé le travail pour ses propres créations.

## Structure
Le spectacle Steve Reich Evening est constitué de cinq mouvements distincts reprenant des morceaux de précédentes chorégraphies de De Keersmaeker et de nouvelles créations :
1. Pendulum Music, introduction musicale à la soirée
2. Piano Phase, duo tiré de Fase
3. Eight Lines, création d'un mouvement d'ensemble tiré en partie du ballet Rain voir un extrait
4. Four Organs, création
5. Premier mouvement du ballet Drumming

## Fiche technique
- Chorégraphie : Anne Teresa De Keersmaeker
- Danseurs à la création : Anne-Lin Akselsen, Bostjan Antoncic, Tale Dolven, Kosi Hidama, Kaya Kołodziejczyk, Cynthia Loemij, Mark Lorimer (en), Moya Michael, Elisaveta Penkova, Zsuzsa Rozsavölgyi, Igor Shyshko, Clinton Stringer, Sue-Yeon Youn
- Répétitions : par Vincent Dunoyer, Marta Coronado, et Ursula Robb
- Musique : Steve Reich et György Ligeti exécutées en direct par l'ensemble Ictus
- Scénographie : Jan Versweyveld (éclairages et décors) et Remon Fromont (éclairages)
- Son : Alexandre Fostier
- Costumes : Tim Van Steenbergen, Dries Van Noten, et la Compagnie Rosas
- Production : Compagnie Rosas et La Monnaie - Grand Théâtre de la ville de Luxembourg et Théâtre de la Ville
- Première : février 2007
- Représentations : 30 à ce jour
- Durée : environ 2 heures